# Исторический музей (Ботевград)

Исторический музей в Ботевграде (Болгария) открыл двери первой экспозиции в 1937 году. Сменив несколько помещений, сегодня музей расположен в центре города Ботевград, на площади Саранск, в реконструированном здании бывшей судебной палаты.

## История
Музейное дело в Ботевградской общине имеет богатые традиции.
Необходимость создания музейная коллекции в Ботевграде (в те годы Орхание) впервые изложена в газете «Орханийски новини», № 1, 10 января 1927 года — тогда среди предстоящих задач культурной элиты города было отмечено создание археологического музея при читалище. Первая музейная коллекция открылась в 1937 году благодаря усилиям директора гимназии Асена Стефанова.
В 1950 году экспозиции была дополнена новыми экспонатами и перемещена в читалище «Христо Ботев 1884». Спустя ещё два года коллекция получила статус государственного музея, в этой связи было выделено здание бывшей гостиницы «Бристоль».
24 мая 1959 года в был открыт общий народный музей. В 1970 году открыта вторая экспозиция музея. В связи с перестройкой города здание было снесено в 1977 году, а музей перешёл в режим «хранения фондов», без выставки, расположившись на бульваре Болгария, дом 8.
В 1985 году открылась первая выставка из художественного фонда музея, что положило начало художественной галерее при музее. По решению Общинского совета, в 1988 году музею предоставлено здание в центре города, напротив часовой башни, чтобы организовать новую музейную экспозицию и картинную галерею. В таком виде музейная экспозиция вместе с художественной галереей существуют с 2010 года.
1 июля 2010 года началась реконструкция бывшей судебной палате в Ботевграде, здание архитектора Пенчо Койчева, построенное в тридцатые годы XX века. Здание было надстроено (на один этаж) и открылось как музей 3 мая 2011 года. здание был открыт.

## Деятельность
Исторический музей в Ботевграде характеризует развитая экспозиционная деятельность. Зал «Орханиец» оснащён необходимой техникой для проведения презентаций. Здесь есть возможности для экспонирования гостевых художественных, прикладных и документальных выставок, проведения бесед, открытых уроков, лекций, торжеств. В рамках инициативы «Салон искусств» представлены достижения в области литературы (Литературный клуб «Стамен Панчев»), художественного и прикладного искусства. Как культурно-научное учреждение музей развивает научно-исследовательскую, коллекционную, образовательную и популяризаторскую деятельность. Музейные мероприятия входят в культурный календарь Общины Ботевград.

## Отделы

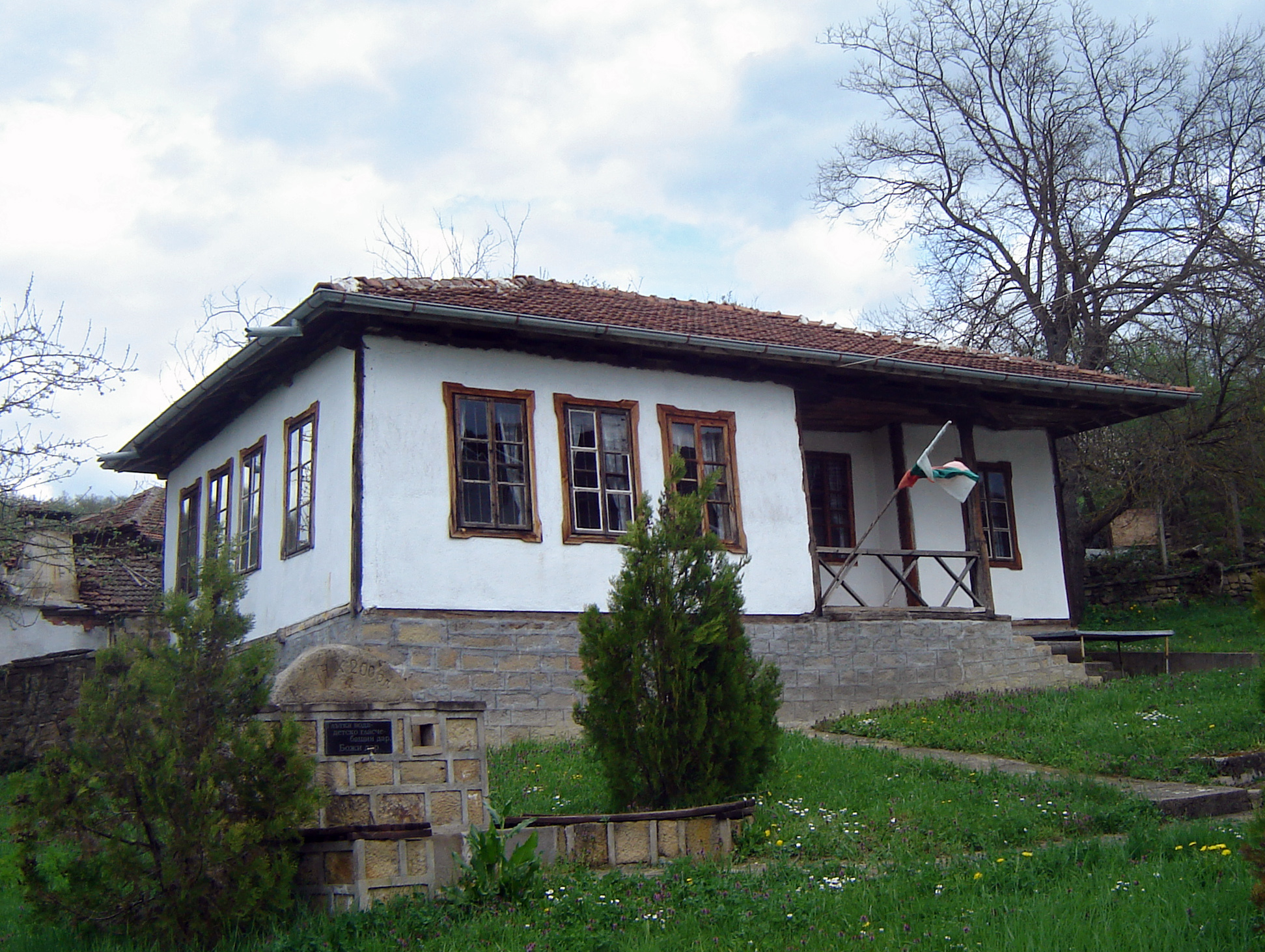
Филиал музея в с. Боженица (бывшая школа)

Фонды музея хранят более 15 000 оригинальных фондовых единиц, в том числе вещи, документы, фотографии, старинные издания, образцы вооружения и снаряжения, монеты, художественные произведения, распределённые на три отдела и один филиал:
- Отдел «Фонды»
- Отдел Образовательных программ
- Отдел «Экспозиции»
- Административный отдел
- Филиал — Келейная школа в деревне Боженица